# ベンソン郡 (ノースダコタ州)
ベンソン郡（英: Benson County）は、アメリカ合衆国ノースダコタ州の中央部北に位置する郡である。2010年国勢調査での人口は6,660人であり、2000年の6,964人から4.4%減少した。郡庁所在地はミニューオーカーン市（人口224人）であり、同郡で人口最大の町は国勢調査指定地域のフォートトッテン（人口1,243人）である。
サリーズヒル国立野生生物保存区とスピリット湖インディアン居留地が郡内に入っている。

## 歴史
ベンソン郡は1879年にダコタ準州議会が創設し、郡名は当時準州議会議員を務めていたB・W・ベンソンに因んで名付けられた。郡政府は1884年6月4日に初めて組織化され、郡庁所在地その後一貫してミニューオーカーン市にある。

## 地理
アメリカ合衆国国勢調査局に拠れば、郡域全面積は1,439平方マイル (3,727.0 km2)であり、このうち陸地は1,381平方マイル (3,576.8 km2)、水域は59平方マイル (152.8 km2)で水域率は4.08%である。

### 主要高規格道路
- アメリカ国道2号線
- アメリカ国道281号線
- ノースダコタ州道19号線
- ノースダコタ州道20号線
- ノースダコタ州道57号線

### 隣接する郡
- タウナー郡 - 北
- ラムジー郡 - 北東
- ネルソン郡 - 東
- エディ郡 - 南東
- ウェルズ郡 - 南西
- ピアース郡 - 西

### 国立保護地域
- プレザント湖国立野生生物保護区
- シルバー湖国立野生生物保護区（部分）
- サリーズヒル国立野生生物保存区
- ウッド湖国立野生生物保護区

## 人口動態
以下は2000年の国勢調査による人口統計データである。
| 基礎データ - 人口: 6,964人 - 世帯数: 2,328 世帯 - 家族数: 1,701 家族 - 人口密度: 2人/km2（5人/mi2） - 住居数: 2,932軒 - 住居密度: 1軒/km2（2軒/mi2） 人種別人口構成 - 白人: 50.85% - アフリカン・アメリカン: 0.10% - ネイティブ・アメリカン: 48.05% - アジア人: 0.01% - 太平洋諸島系: 0.01% - その他の人種: 0.16% - 混血: 0.82% - ヒスパニック・ラテン系: 0.79% 先祖による構成 - ノルウェー系：25.2% - ドイツ系：14.8% 年齢別人口構成 - 18歳未満: 36.1% - 18-24歳: 7.8% - 25-44歳: 23.3% - 45-64歳: 19.4% - 65歳以上: 13.5% - 年齢の中央値:31歳 - 性比（女性100人あたり男性の人口） - 総人口: 102.1 - 18歳以上: 102.0 | 世帯と家族（対世帯数） - 18歳未満の子供がいる: 38.0% - 結婚・同居している夫婦: 48.5% - 未婚・離婚・死別女性が世帯主: 16.6% - 非家族世帯: 26.9% - 単身世帯: 24.5% - 65歳以上の老人1人暮らし: 12.5% - 平均構成人数 - 世帯: 2.97人 - 家族: 3.48人 収入と家計 - 収入の中央値 - 世帯: 26,688米ドル - 家族: 31,558米ドル - 性別 - 男性: 23,056米ドル - 女性: 17,862米ドル - 人口1人あたり収入: 11,509米ドル - 貧困線以下 - 対人口: 29.1% - 対家族数: 24.4% - 18歳未満: 38.9% - 65歳以上: 16.7% |

## 都市と町

### 都市
- ブリンスメイド
- エズモンド
- ノックス
- リーズ
- マドック
- ミニーウォケン - 郡庁所在地
- オベロン
- ウォーリック
- ヨーク

注: ノースダコタ州の法人化された自治体は、その大きさに拠らず全て「市」になる

### 国勢調査指定地域
- フォートトッテン

### その他の町
- セントミカエル
- トキオ

### 郡区
| - アルバート - アーン - オーロラ - ビーバー - ブロー - ビュートバレー - イーストフォーク - エルドン - エズモンド - ヘスパー - インパーク - アイオワ - アービン | - イザベル - ノックス - レイクイブセン - ラリー - リーズ - ローンズ - マクレラン - ミンコ - ミッション - ノーマニア - ノースバイキング - オベロン - プレザントレイク | - リッチバレー - リギン - ロック - サウスバイキング - ツインレイク - ツインツリー - ウォーリック - ウェストアンテロープ - ウェストベイ - ウッドレイク - ヨーク |